# 大口酒造
大口酒造株式会社（おおくちしゅぞう）は、鹿児島県伊佐市に本社を置く酒類醸造会社である。1970年（昭和45年）8月、大口市及び菱刈町（現・伊佐市）の酒造会社11事業所（10法人（渕之上酒造合資会社・山田酒造株式会社・川原酒造合資会社・むさし醸造合名会社・竹内酒造有限会社・田中酒造有限会社・向原酒造合資会社・八反丸酒造有限会社・緒方酒造有限会社・神渡酒造合名会社）、1個人（有満　隆 ））が全面協業の協業組合を発足させ創業。
2007年（平成19年）12月1日に株式会社へ組織変更。

## 概要・企業現況
- 社名： 大口酒造株式会社
- 創業： 1970年8月1日[1]
- 本社： 鹿児島県伊佐市大口原田643番地[1]

## 沿革
- 1970年
  - 8月1日 - 大口酒造協業組合発足[3]
  - 10月 - 「伊佐錦」発売[3]
- 1987年 - 「黒伊佐錦」製造開始[3]
- 2007年12月1日 - 大口酒造株式会社に組織変更[3]

## 事業所
- 本社：鹿児島県伊佐市大口原田643番地
- 第二蒸溜所：鹿児島県伊佐市菱刈田中1660番地
- 花北配送センター：鹿児島県伊佐市菱刈花北848番地18
- 福岡営業所：福岡県福岡市博多区御供所町5番22号 梅津ビル2階

## 主な商品
- 伊佐錦
- 黒伊佐錦
- 甕伊佐錦
- 永禄二歳
- 伊佐小町
- 伊佐舞

## 提供番組
- 華丸・大吉のなんしようと?（テレビ西日本）
- サンテレビボックス席（サンテレビ）
- 黒伊佐錦 presents fumika のしょちゅ・girl（KBCラジオ）